# Баженово (Саргатский район)
Баже́ново — село в Саргатском районе Омской области. Административный центр Баженовского сельского поселения.

## История
В 1928 году село состояло из 449 хозяйств, основное население — русские. В административном отношении являлось центром Баженовского сельсовета Саргатского района Омского округа Сибирского края.

## Население
| 1926 | 2010 |
| ---- | ---- |
| 2183 | ↘793 |

## Улицы
| - ул. Береговая, - ул. Гагарина, - ул. Колхозная, - ул. Кооперативная, | - ул. Лесная, - ул. Мельничная, - ул. Новая, - ул. Октябрьская, | - ул. Первомайская, - ул. Саргатская, - ул. Советская, - ул. Юбилейная. |